# Айс Кьюб
Айс Кьюб (англ. Ice Cube; настоящее имя — О’Ши Дже́ксон (англ. O'Shea Jackson); род. 15 июня 1969, Лос-Анджелес, Калифорния, США) — американский рэпер, актёр, сценарист, режиссёр и композитор. Один из первопроходцев гангста-рэпа. Бывший участник N.W.A.

## Биография

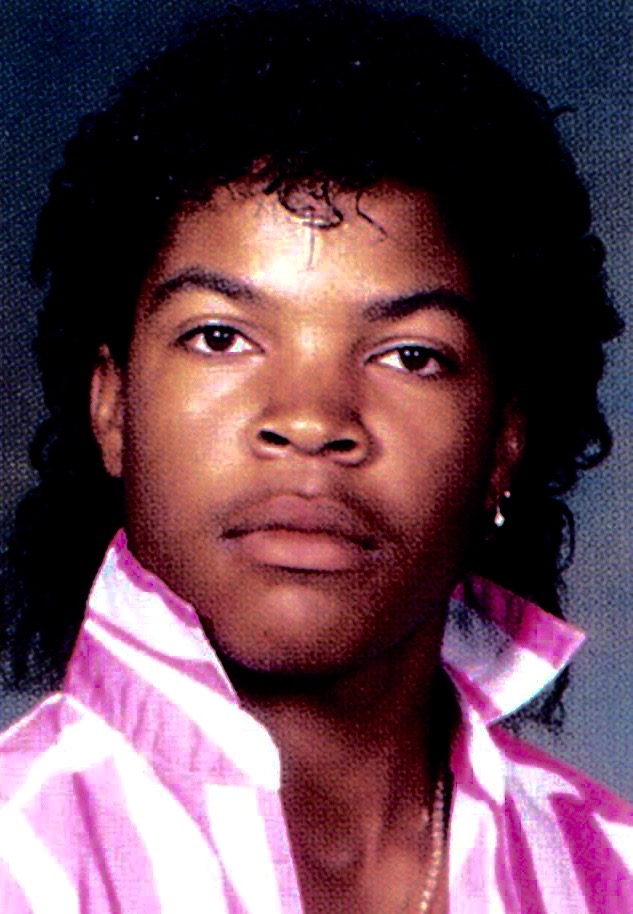
Айс Кьюб в старших классах, 1987 год

### Детство
Айс Кьюб родился 15 июня 1969 года в афроамериканской семье в Лос-Анджелесе. Его мать была служащей в больнице, а отец работал садовником. В возрасте 16 лет начал проявлять интерес к хип-хопу и писать первые рифмы.

### Ранний период творчества
В 1987 году Айс Кьюб и Dr. Dre выпустили сингл My Posse, в составе C.I.A.. После этого Айс Кьюб показал Eazy-E текст песни Boyz-N-The-Hood. Eazy-E, хотя и отказывался от песен, но в конечном итоге они записали песню для альбома N.W.A. and the Posse. К этому моменту Айс Кьюб стал полноправным членом группы N.W.A вместе с Dr. Dre и MC Ren. Он писал тексты для альбома Straight Outta Compton, выпущенного в 1988 году. Однако, в 1990 году между Айс Кьюбом и Джерри Хеллером, менеджером группы, возникли противоречия по поводу менеджмента группы, в результате чего он ушёл из N.W.A. После ухода из группы Айс Кьюб был подвергнут жёстким диссам со стороны NWA, обвиняющим его в позёрстве и многих других вещах. Айс Кьюб ответил диссом «No vaseline».

### 1990—1995 гг.
В январе 1990 года Айс Кьюб записал свой дебютный сольный альбом в Лос-Анджелесе вместе с Bomb Squad. Альбом AmeriKKKa’s Most Wanted был выпущен в мае 1990 года и мгновенно стал хитом. После релиза Айс Кьюб обвинён в женоненавистничестве и расизме. В 1991 году им был выпущен альбом Death Certificate. Его рассматривали как более целенаправленный, но ещё более спорный альбом. И критики снова обвинили его в расизме, женоненавистничестве и антисемитизме.
Следующий сольный альбом, The Predator выпущенный в ноябре 1992 года, был записан на фоне гражданских беспорядков в Лос-Анджелесе в 1992 году. Альбом стал самым успешным релизом в музыкальной карьере Айс Кьюба, в США он был распродан более чем тремя миллионами экземпляров. Однако после The Predator рэп-аудитория Ice Cube медленно начала уменьшаться. Альбом Lethal Injection, который вышел в конце 1993 года и представлял собой треки в стиле джи-фанк, не был хорошо принят критиками.
В 1992 году Айс Кьюб воссоединился с бывшим членом N.W.A. — Dr. Dre, что можем увидеть в клипе Dr. Dre — Let Me Ride. В 1995 году Айс Кьюб и Dr. Dre вместе записали трек Natural Born Killaz.
В 1994 году музыкант взял паузу в творчестве и сосредоточился на продвижении и развитии других рэп-исполнителей, таких как Mack 10, Mr. Short Khop и Kausion.

### 1998—2008 гг.
В 1998 году он выпустил свой долгожданный сольный альбом — War & Peace Volume 1.
В 1998 году он участвовал в написании и исполнении песни Children of the Korn, ню-метал-группы Korn, которая вошла в альбом Follow the Leader.
War & Peace Volume 2 был выпущен в 2000 году. Также, в этом году он принял участие в туре Up In Smoke Tour вместе с Eminem, Dr. Dre, Snoop Dogg.
Айс Кьюб выпустил свой седьмой сольный альбом, Laugh Now, Cry Later в 2006 году на лейбле Lench Mob. Альбом дебютировал под номером четыре на Billboard Charts и разошёлся 144,000 копий в первую неделю. В записи альбома участвовали Лил Джон и Скотт Сторч, который продюсировал сингл Why We Thugs.
19 августа 2008 года он выпустил свой восьмой студийный альбом Raw Footage.

### 2010—2011 гг.

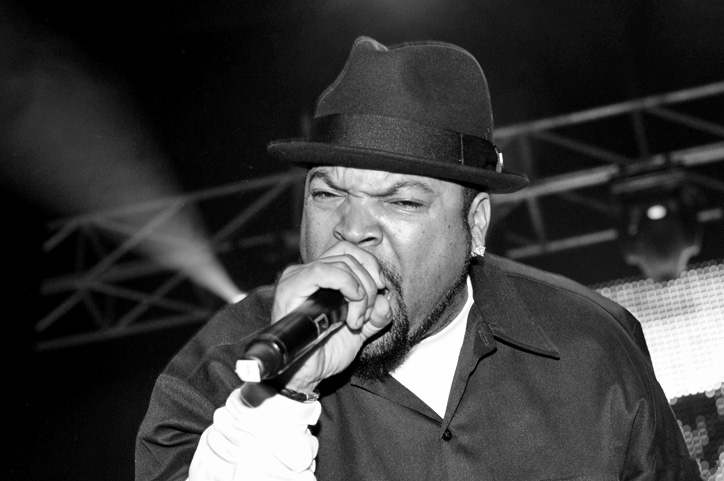
Айс Кьюб в 2010 году

Девятый студийный альбом Айс Кьюба «I Am The West» вышел 28 сентября 2010 года. Альбом дебютировал на 22 строчке Billboard 200 и продал 22,000 копий за первую неделю. Релиз вышел на его лейбле Lench Mob. В альбоме приняли участие его коллеги по лейблу: WC, Young Maylay. Также были записаны треки с его сыновьями, OMG (означает Oh My Goodness).

## Личная жизнь
Женат на Кимберли Вудроф с 1992 года, имеет пятерых детей. Двое из его сыновей (О’Ши-младший и Даррел) также стали рэперами, известными под именами OMG и Doughboy, их дебют состоялся в его альбоме I Am the West.
Его дом в Южном Централе находится по адресу 2155 Van Wick St.
В 2020 году Марлоу Стерн в статье для Daily Beast обвинил Айс Кьюба в антисемитизме.

## Вероисповедание
В 90-х годах друг Айс Кьюба, рэпер Kam привёл его в расистскую организацию афроамериканцев «Нация ислама». Он был активным участником данного движения, однако спустя несколько лет перешёл в Суннитский ислам.
Однажды в интервью у него спросили по поводу его взглядов на жизнь и религии, на что он ответил: «Да, я мусульманин, но за свою жизнь я сменил много религий. Я был и христианином, и буддистом, был в „Нации ислама“, но в итоге я понял, что я остаюсь в исламе».

## Награды
12 июня 2017 года Айс Кьюб получил именную звезду на Голливудской «Аллее славы». Рэперу/актёру досталась 2614-я по счёту звезда.

## Фильмография

### Актёр
| Год       |     | Русское название                       | Оригинальное название                       | Роль                         |
| --------- | --- | -------------------------------------- | ------------------------------------------- | ---------------------------- |
| 1991      | ф   | Ребята по соседству                    | Boyz n the Hood                             | Дарин «Пончик» Бэкер         |
| 1992      | ф   | Чужая территория                       | Trespass                                    | Савон                        |
| 1993      | ф   | СиБи 4: Четвёртый подряд               | CB4                                         | играет себя                  |
| 1994      | ф   | Стеклянный щит                         | The Glass Shield                            | Тедди Вудс                   |
| 1995      | ф   | Высшее образование                     | Higher Learning                             | Фадж                         |
| 1995      | ф   | Пятница                                | Friday                                      | Крэйг Джонс                  |
| 1997      | ф   | Опасная земля                          | Dangerous Ground                            | Вузи Мадлази                 |
| 1997      | ф   | Анаконда                               | Anaconda                                    | Дэнни Рич                    |
| 1998      | ф   | Стриптиз-клуб                          | The Players Club                            | Реджи                        |
| 1998      | ф   | Аферисты                               | I Got the Hook-Up                           | продавец оружия              |
| 1999      | ф   | Три короля                             | Three Kings                                 | Чиф Элджин                   |
| 1999      | ф   | Гуще чем вода                          | Thicker than Water                          | Слинк                        |
| 2000      | ф   | Следующая пятница                      | Next Friday                                 | Крэйг Джонс                  |
| 2001      | ф   | Призраки Марса                         | Ghosts of Mars                              | Джеймс «Опустошение» Уильямс |
| 2002      | ф   | Всё о Бенджаминах                      | All About the Benjamins                     | Букум                        |
| 2002      | ф   | Парикмахерская                         | Barbershop                                  | Келвин Палмер                |
| 2002      | ф   | Пятница после следующей                | Friday After Next                           | Крэйг Джонс                  |
| 2002      | с   | Шоу Берни Мака                         | The Bernie Mac Show                         | играет себя                  |
| 2004      | ф   | Крутящий момент                        | Torque                                      | Трэй                         |
| 2004      | ф   | Парикмахерская 2: Снова в деле         | Barbershop 2: Back in Business              | Келвин Палмер                |
| 2005      | ф   | Ну что, приехали?                      | Are We There Yet?                           | Ник Персонс                  |
| 2005      | ф   | Три икса 2: Новый уровень              | XXX: State of the Union                     | Дариус Стоун / xXx           |
| 2007      | ф   | Ну что, приехали: Ремонт               | Are We Done Yet?                            | Ник Персонс                  |
| 2008      | ф   | Первое воскресенье                     | First Sunday                                | Дарелл                       |
| 2008      | ф   | Аутсайдеры                             | The Longshots                               | Кёртис Пламмер               |
| 2009      | ф   | Дрянные промоутеры                     | Janky Promoters                             | Рассел Реддс                 |
| 2010      | ф   | Лотерейный билет                       | Lottery Ticket                              | Джером Вашингтон             |
| 2010      | ки  | Call of Duty: Black Ops                | Call of Duty: Black Ops                     | Джозеф Боуман и другие       |
| 2010—2013 | с   | Ну что, приехали?                      | Are We There Yet?                           | Терренс Кингстон             |
| 2011      | ф   | Бастион                                | Rampart                                     | Кайл Тимкинс                 |
| 2012      | ф   | Мачо и ботан                           | 21 Jump Street                              | капитан Диксон               |
| 2012      | док | Something from Nothing: The Art of Rap | Something from Nothing: The Art of Rap      | в роли себя                  |
| 2014      | ф   | Совместная поездка                     | Ride Along                                  | Джеймс Пейтон                |
| 2014      | ф   | Мачо и ботан 2                         | 22 Jump Street                              | капитан Диксон               |
| 2014      | мф  | Книга жизни                            | The Book of Life                            | Свечник                      |
| 2016      | ф   | Миссия в Майами                        | Ride Along 2                                | Джеймс Пейтон                |
| 2016      | ф   | Парикмахерская 3                       | Barbershop: The Next Cut                    | Келвин Палмер                |
| 2017      | ф   | Три икса: Мировое господство           | XXX: Return of Xander Cage                  | Дариус Стоун / xXx           |
| 2017      | ф   | Битва преподов                         | Fist Fight                                  | Рон Стриклэнд                |
| 2020      | ф   | Ассистент звезды                       | The High Note                               | Джек Робертсон               |
| 2023      | мф  | Черепашки-ниндзя: Погром мутантов      | Teenage Mutant Ninja Turtles: Mutant Mayhem | Суперфлай                    |
| 2025      | ф   | Война миров                            | War of the Worlds                           | Уилл Рэдфорд                 |
| 2025      | с   | Киностудия                             | The Studio                                  | играет себя                  |

### Режиссёр
- 1998 — Стриптиз-клуб / The Players Club

### Автор сценария
- 1995 — Пятница / Friday
- 1998 — Стриптиз-клуб / The Players Club
- 2000 — Следующая пятница / Next Friday
- 2002 — Всё о Бенджаминах / All About the Benjamins
- 2002 — Пятница после следующей / Friday After Next
- 2007 — Пятница / Friday: The Animated Series
- 2009 — Дрянные промоутеры / Janky Promoters

## Дискография

### Студийные альбомы
- AmeriKKKa’s Most Wanted (1990)
- Death Certificate (1991)
- The Predator (1992)
- Lethal Injection (1993)
- War & Peace Vol. 1 (The War Disc) (1998)
- War & Peace Vol. 2 (The Peace Disc) (2000)
- Laugh Now, Cry Later (2006)
- Raw Footage (2008)
- I Am the West (2010)
- Everythang’s Corrupt (2018)
- Man Down (2024)

### Микстейпы
- Everythang’s Corrutt (2015)
- Remain Calm (2015)
- Cold As Ice (2016)

### Переиздания
- Death Certificate 25th Anniversary Edition (2017)

### EP
- Kill at Will (1990)

### В составе Stereo Crew
- She's A Skag (1986)

### В составе C.I.A
- My Posse (1986)

### В составе N.W.A
- N.W.A. and the Posse (1987)
- Straight Outta Compton (1988)

### В составе Westside Connection
- Bow Down (1996)
- Terrorist Threats (2003)

### В составе Mount Westmore
- Snoop Cube 40 $hort (2022)

### Компиляции
- Bootlegs & B-Sides (1994)
- Featuring…Ice Cube (1997)
- Greatest Hits (2001)
- In the Movies (2007)
- The Essentials (2008)
- Icon (2013)